# Margaret Hughes
Margaret Hughes (Peg Hughes o Margaret Hewes; 29 maggio 1630 – Eltham, 1º ottobre 1719) è stata un'attrice teatrale inglese, spesso accreditata per essere stata la prima attrice professionista sul palcoscenico inglese. La Hughes è stata famosa anche per essere stata la compagna del principe Rupert del Palatinato, generale della Guerra civile inglese e poi ammiraglio della Restaurazione.

## Le Donne nel Dramma della Restaurazione
La Hughes divenne attrice in un periodo di grandi cambiamenti nel dramma inglese. Il dramma inglese aveva patito molto durante la Guerra civile inglese e l'Interregno essendo vietata dal Parlamento Puritano nel 1642. Questo divieto fu finalmente revocato dopo la restaurazione da re Carlo II. Carlo era un appassionato frequentatore di teatro, e subito diede due brevetti reali a Sir Thomas Killigrew e Sir William Davenant. Durante il Rinascimento alle donne era esclusivamente vietato comparire come attrici in scena, e ci fu una storia di imbarazzanti incidenti che si verificano per i soggetti di sesso maschile in ruoli femminili. Un famoso incidente si è verificò quando una commedia a cui Carlo II stava assistendo improvvisamente si bloccò. Quando egli mandò un servitore a vedere quale fosse il problema si trovò che l'attore che interpretava uno dei ruoli femminili si stava ancora radendo. C'era anche la preoccupazione che questa pratica incoraggiasse il 'vizio contro natura' a contribuire alla decisione di Carlo di emanare un decreto reale nel 1662 che dichiarava che tutti i ruoli femminile dovevano essere interpretati solo da attrici femminili. Killigrew e Davenant avevano cominciato a distribuire ruoli alle donne immediatamente dopo alla Restaurazione e una volta che le donne cominciarono ad apparire professionalmente sul palcoscenico al principio del 1660, vinsero l'accettazione rapida. Killigrew rappresentò una produzione con un cast tutto al femminile nella sua commedia Le Nozze di Parson nel 1664 e nel 1672.

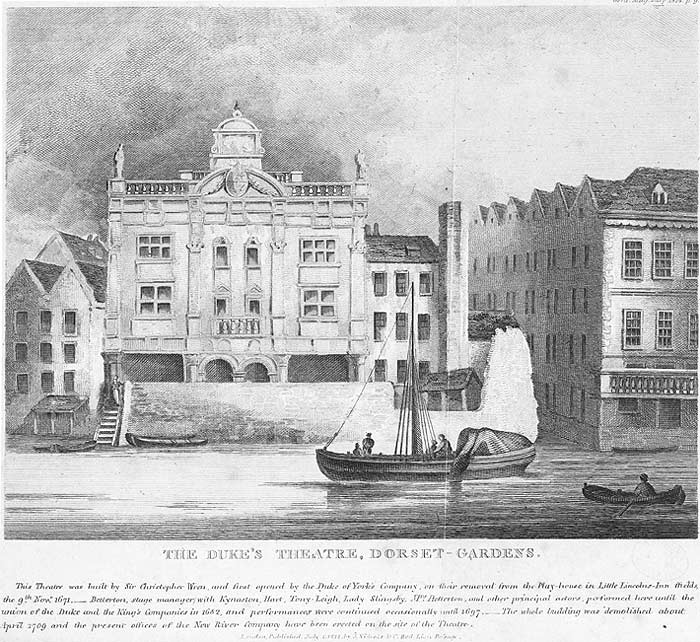
Il Dorset Garden Theatre degli attori della Duke's Company, dove la Hughes trascorse una stagione impegnativa nel 1676.

La Hughes può essere stata la prima attrice professionista in Inghilterra. L'occasione della sua prima rappresentazione fu l'8 dicembre 1660, in una messa in scena dell'Otello di Shakespeare, quando interpretò il ruolo di Desdemona nella produzione della nuova Compagnia del Re di Thomas Killigrew nel loro teatro a Vere Street. Non ci sono prove certe di ciò. Altri storici riconoscono Anne Marshall come prima attrice e un'analisi dei principali ricordi di John Downes, le cui memorie del decennio 1660 formano una parte chiave della richiesta della Hughes in tal senso.

## Vita privata
La Hughes era famosa per il suo fascino come attrice; Samuel Pepys la considera 'una donna potente abbastanza', e si diceva di lei che fosse 'una grande bellezza, con riccioluti capelli neri, una bella figura, e le gambe particolarmente buone'. Pepys suggerisce che fosse l'amante di Sir Charles Sedley un noto drammaturgo e "rinomato bellimbusto" nel decennio del 1660; ci viene anche riportato che la Hughes fosse coinvolta con lo stesso re Carlo II anche se solo per breve tempo. Si ritiene che ella avesse partorito un figlio illegittimo, Arthur, nel principio della sua carriera che è rimasto associato con il dramma nella capitale.
Più famoso, comunque, fu che la Hughes divenne associata al principe Rupert, duca di Cumberland (note anche come "Rupert del Reno"), come sua moglie morganatica. Rupert si innamorò di lei alla fine del decennio del 1660, nonostante la Hughes tenesse sulle corde le sue attenzioni, con l'obiettivo di negoziare una soluzione adatta. Il principe Rupert era uno degli esponenti maggiori della famiglia reale a corte, e la Hughes rapidamente ricevette la promozione attraverso il suo patrocinio; divenne un membro della Compagnia del Re dal 1669, garantendole lo status e l'immunità dall'essere arrestata per debiti, e Sir Peter Lely, il più famoso artista di corte del momento la ritrasse per quattro volte.
Nonostante sia stato incoraggiato a farlo, Rupert non sposò formalmente la Hughes, ma riconobbe legalmente la loro figlia, Ruperta, nata nel 1673. La Hughes visse uno stile di vita costoso durante gli anni del 1670, godendo di gioco d'azzardo e gioielli; Rupert le donò dei gioielli del valore di almeno 20.000 £ nel corso del loro rapporto, tra cui diversi elementi della collezione reale del Palatinato. I due sembravano molto uniti - il fratello maggiore del principe Rupert, Carlo Luigi, Elettore Palatino, una volta sondato Rupert per quanto riguarda la sua volontà di tornare in Renania e sposarsi adeguatamente, ma il suo suggerimento è stato respinto. Margaret continuò a recitare fino alla nascita di Ruperta, ritornando sul palcoscenico nel 1676 con la prestigiosa Compagnia del Duca al Dorset Garden Theatre vicino allo Strand a Londra. L'anno successivo Rupert trasferì la Hughes in un "grande edificio" del valore di 25.000 £ che aveva comprato ad Hammersmith da Sir Nicholas Crispe.
Il principe Rupert morì nel 1682, lasciando la maggior parte del suo patrimonio, di valore di circa 12.000 £ in parti uguali a Ruperta a alla Hughes. La Hughes ebbe un 'vedovanza scomoda' senza il supporto di Rupert, presumibilmente, dovuta perpetuarsi del suo gioco d'azzardo. I regali ricevuti da Rupert quali gli orecchini appartenuti ad Elisabetta di Boemia furono venduti alla Duchessa di Marlborough mentre una collana di perle che il padre di Rupert aveva regalato ad Elisabetta furono invece venduti alla compagna attrice Nell Gwyn. La Hughes vendette la casa ad Hammersmith al Margravio di Brandeburgo - che in definitiva, divenne nota come Brandenburg House. Infine sua figlia Ruperta sposò Emanuel Scrope Howe futuro membro del Parlamento e generale inglese. La Hughes morì nel 1719.

## Carriera Professionale
La Hughes interpretò sicuramente Desdemona nella rappresentazione dell'Otello a cui aveva assistito Samuel Pepys il 6 febbraio 1669. Inoltre interpretò:
- St.Catherine nel Tyrannick Love di John Dryden
- Panura nel The Island Princess di John Fletcher

Ha probabilmente interpretato:
- Theodocia ne An Evening's Love di Dryden
- Angellina in The Sisters di James Shirley

La Hughes lasciò il teatro per il Principe Rupert (vedi sotto) nel 1669 o 1670. Nel 1676 emerse dall'isolamento per un anno impegnativo con la Duke's Company. Per questa compagnia, ha interpretato:
- Octavia in The Wrangling Lovers di Edward Ravenscroft
- Gerana in Pastor Fido di Elkanah Settle
- Mirva in Ibrahim di Elkanah Settle
- Mrs. Moneylove in Tom Essence di Thomas Rawlins
- Charmion in Antony and Cleopatra di Sir Charles Sedley
- Valeria in The Rover di Aphra Behn
- Leonora in The French Conjurer di Thomas Porter
- Cordelia in A Fond Husband[7] di Thomas D'Urfey

## Eredità nella letteratura e nel teatro
Una commedia da un atto unico su Margaret Hughes, dal titolo The First Actress, fu inscenata nel 1911 al Kingsway Theatre di Londra da un gruppo di attrici suffragette che si definivano Pioneer Players. Ellen Terry interpretava Nell Gwyn in questa realizzazione.
Jeffrey Hatcher scrisse una commedia su Edward Kynaston intitolata Compleat Female Stage Beauty (2000), in seguito adattò la sua commedia per il film Stage Beauty del 2004 diretto da Richard Eyre con Claire Danes nel ruolo di Margaret.
Margaret Hughes è anche il personaggio principale del libro, "The Vizard Mask", scritto da Diana Norman. Qui lei è raffigurata come una americana puritana balbuziente, Penitenza Hurd, che diventa poi attrice di successo della Restaurazione